# April 1978
Portal Geschichte | Portal Biografien | Aktuelle Ereignisse | Jahreskalender | Tagesartikel

◄ |
19. Jahrhundert |
20. Jahrhundert
| 21. Jahrhundert

◄ |
1940er |
1950er |
1960er |
1970er
| 1980er | 1990er | 2000er | ►

◄ |
1974 |
1975 |
1976 |
1977 |
1978
| 1979 | 1980 | 1981 | 1982 | ►

◄ |
Januar 1978 |
Februar 1978 |
März 1978 |
April 1978 |
Mai 1978 |
Juni 1978 |
Juli 1978 |
►
Dieser Artikel behandelt aktuelle Nachrichten und Ereignisse im April 1978.

## Tagesgeschehen

### Sonntag, 2. April 1978
- New York/Vereinigte Staaten: Der Fernsehsender CBS startet die Ausstrahlung der Seifenoper Dallas.[1]

### Montag, 3. April 1978

Im Original: Star Wars

- Los Angeles/Vereinigte Staaten: Bei den 50. Academy Awards der Filmbranche wird Der Stadtneurotiker von Regisseur Woody Allen als bester Film prämiert. George Lucas’ Film Krieg der Sterne erhält sechs Oscars, von denen einer für Kostümbildner John Mollo bestimmt ist.[2]

### Freitag, 7. April 1978
- Antarktika: Eine partielle Sonnenfinsternis über dem südlichen Kontinent bleibt weitgehend unbemerkt. Über den besiedelten Gebieten der Erde, in diesem Fall Patagonien und Südafrika, beträgt die maximale Bedeckung der Sonne durch den Mond rund 40 %. Die maximale Bedeckung könnte theoretisch vom antarktischen Königin-Maud-Land aus beobachtet werden.[3]

### Sonntag, 9. April 1978

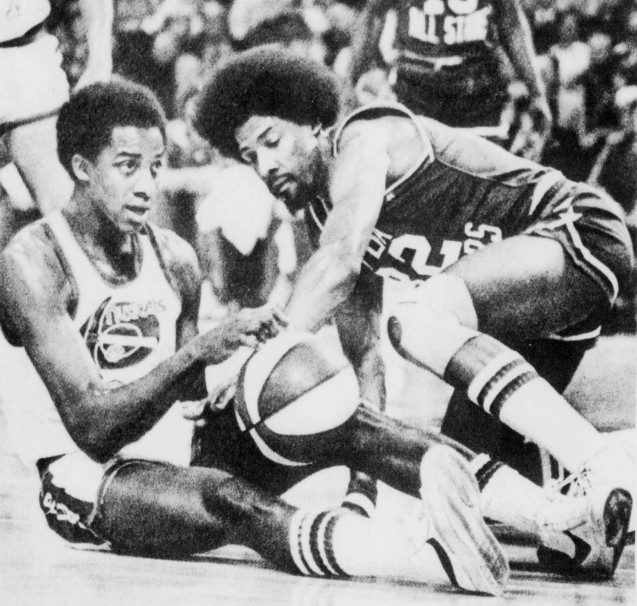
David Thompson (links)

- Detroit/Vereinigte Staaten: Bei der 137:139-Niederlage gegen die Detroit Pistons wirft der Basketballer David Thompson von den Denver Nuggets Körbe für 73 Punkte und damit die drittmeisten, die bisher ein Spieler in einem Ligaspiel der National Basketball Association erzielte.[4]

### Montag, 10. April 1978
- Westmoreland County/Vereinigte Staaten: Als erster erfolgreich weltweit operierender Kfz-Hersteller mit Firmensitz außerhalb der Vereinigten Staaten startet Volkswagen eine Produktion auf dem Gebiet der Vereinigten Staaten. Ein Modell der Golf-Variante Rabbit verlässt als erstes Auto die Fertigungslinie des neuen Werks. Bisher wurde der Rabbit im Werk Emden hergestellt.[5]

### Donnerstag, 13. April 1978
- Bonn/Deutschland: Der Bundestagsabgeordnete Herbert Gruhl zählt einen Tag nach seinem Austritt aus der CDU zu den Gründern der Partei Grüne Aktion Zukunft. Gruhl gilt als Vordenker der Umweltpolitik und trat 1975 mit dem Buch Ein Planet wird geplündert in Erscheinung.[6]

### Samstag, 15. April 1978
- Gelsenkirchen/Deutschland: Der 1. FC Köln gewinnt mit einem 2:0-Finalsieg gegen Fortuna Düsseldorf den DFB-Pokal der Männer.[7]

### Sonntag, 16. April 1978
- Berlin/Deutschland: Die Frauenmannschaft des TSC Berlin gewinnt den Europapokal der Landesmeister im Handball durch ein 19:14 im Finale gegen Vasas Budapest aus Ungarn.[8]

### Dienstag, 18. April 1978
- Stuttgart/Deutschland: Die Staatsanwaltschaft Stuttgart stellt die Ermittlungen zur „Todesnacht von Stammheim“ ein. Der Begriff verweist auf den gewaltsamen Tod der Anführer der terroristischen Vereinigung Rote Armee Fraktion Andreas Baader, Gudrun Ensslin und Jan-Carl Raspe in ihren Gefängniszellen in der JVA Stuttgart im Oktober 1977. Vor dem mutmaßlichen Suizid sprach Ensslin über ihre Angst davor, „vernichtet oder hingerichtet“ zu werden. Die Staatsanwaltschaft sieht keine Anhaltspunkte für ein Fremdverschulden beim Tod der Inhaftierten.[9]

### Mittwoch, 19. April 1978
- Jerusalem/Israel: Die Mitglieder des Parlaments wählen Jitzchak Nawon von der Partei Die Arbeit zum neuen Staatspräsidenten.[10]

### Donnerstag, 20. April 1978

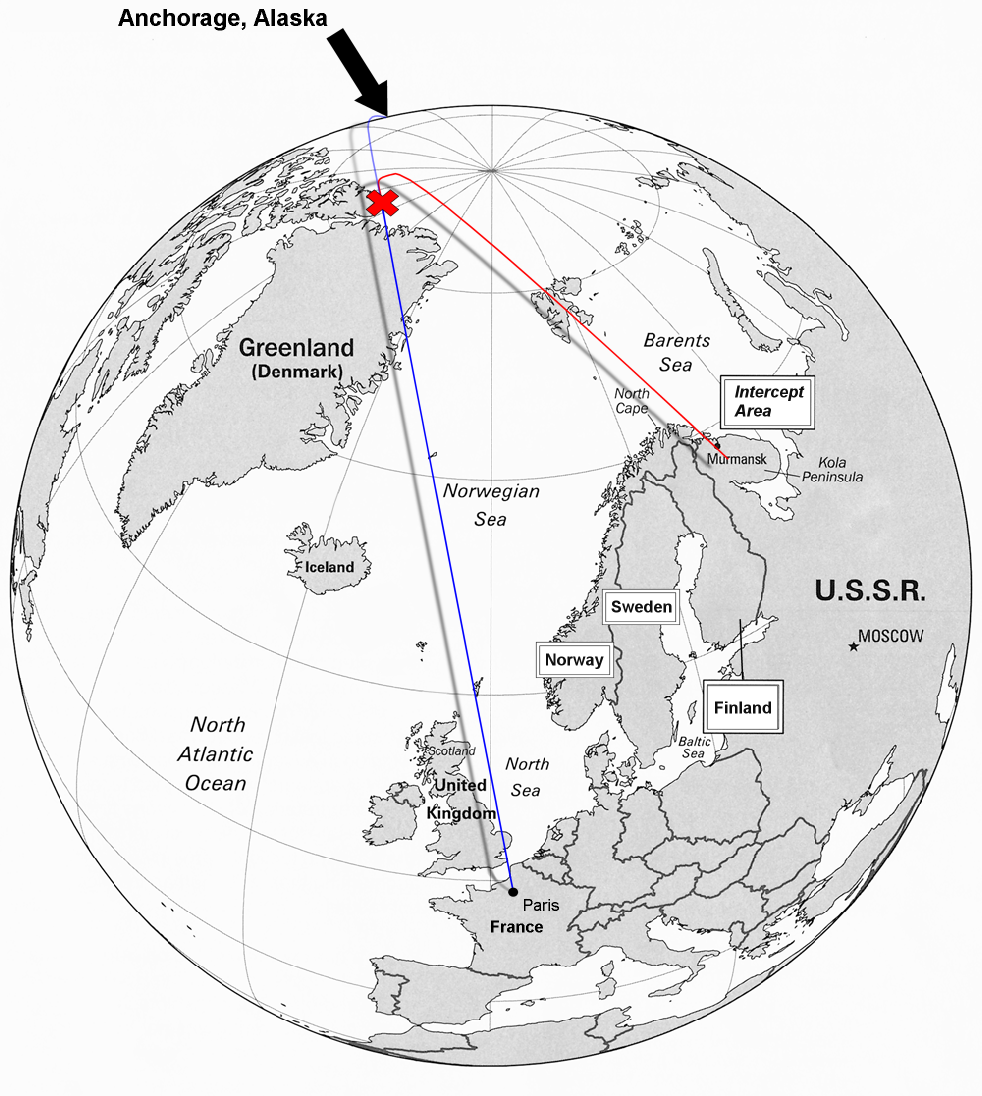
Route von Flug 902

- Louchi/Sowjetunion: Der Korean-Air-Passagierflug 902 Paris-Anchorage-Seoul weicht über dem kanadisch-arktischen Archipel von seiner geplanten Route ab und dringt in den Luftraum der Sowjetunion ein. Die Rote Armee lässt Abfangjäger aufsteigen, eine Luft-Luft-Rakete trifft die linke Tragfläche der Boeing 707. Dabei kommen zwei Passagiere ums Leben. Die Maschine landet schwer beschädigt in Karelien.[11]

### Samstag, 22. April 1978
- Magdeburg/Deutschland: Die Herrenmannschaft des SC Magdeburg gewinnt den Europapokal der Landesmeister im Handball durch ein 28:22 im Finale gegen WKS Śląsk Wrocław aus Polen.[12]
- Paris/Frankreich: Über dem 23. Concours Eurovision de la Chanson, in deutschsprachigen Ländern „Grand Prix der Eurovision“ oder ähnlich genannt, schwebt der Skandal des Probetags, als der französische Beitrag als nicht teilnahmeberechtigt enttarnt wurde, da das Stück Il y aura toujours des violons bereits seit 1976 im Musikhandel erhältlich ist. Der Beitrag landet im Finale hinter Israel und Belgien auf dem dritten Platz. Izhar Cohen und Begleitband bescheren Israel mit dem Stück A-Ba-Ni-Bi den ersten Sieg in der Geschichte des Wettbewerbs.[13]

### Dienstag, 25. April 1978

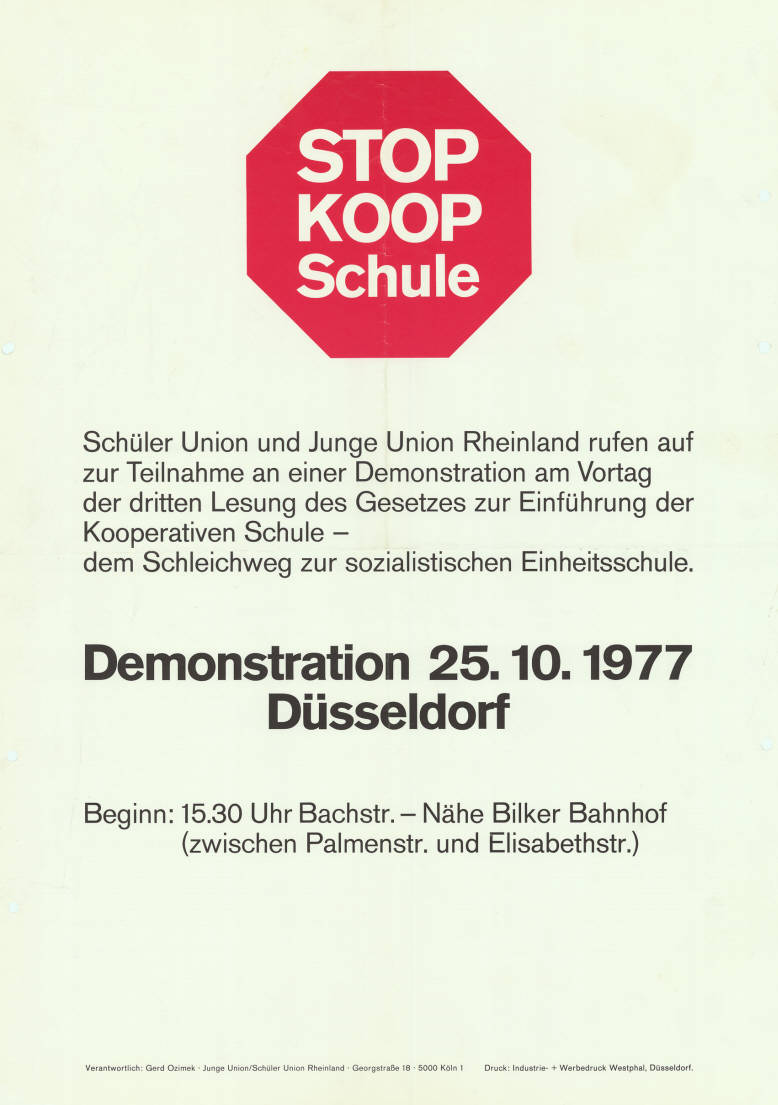
Die CDU rief zum Widerstand gegen die „Einheitsschule“ auf

- Düsseldorf/Deutschland: Die nordrhein-westfälische Regierung beschließt eine Änderung des Schulverwaltungsgesetzes, mit der sie die geplante Einführung der Kooperativen Schule (KS) aufgibt, welche Hauptschule, Realschule und Gymnasium organisatorisch vereinheitlichen sollte. Der Landtag beschloss die Einführung der KS im Oktober 1977, doch in einem Volksbegehren im Februar und März dieses Jahres votierte mehr als ein Fünftel der stimmberechtigten Einwohner Nordrhein-Westfalens gegen diese Reform.[14][15]

### Mittwoch, 26. April 1978
- Vaduz/Liechtenstein: Der Landtag wählt Hans Brunhart von der Partei Vaterländische Union zum neuen Regierungschef des Landes.[16][17]

### Donnerstag, 27. April 1978

Flagge der DVPA

- Kabul/Afghanistan: Offiziere der kommunistischen Demokratischen Volkspartei Afghanistans (DVPA) putschen zehn Tage nach dem Attentat auf Parteimitglied Mir Akbar Khyber innerhalb der Afghanischen Nationalarmee. DVPA-Chef Nur Muhammad Taraki ruft die Saurrevolution aus. Am selben Tag wird der Präsident der Republik Mohammed Daoud Khan mitsamt seiner Familie ermordet. Taraki erklärt das Land zur Demokratischen Republik Afghanistan, d. h. zu einer Volksrepublik kommunistischer Prägung.[18]

### Samstag, 29. April 1978

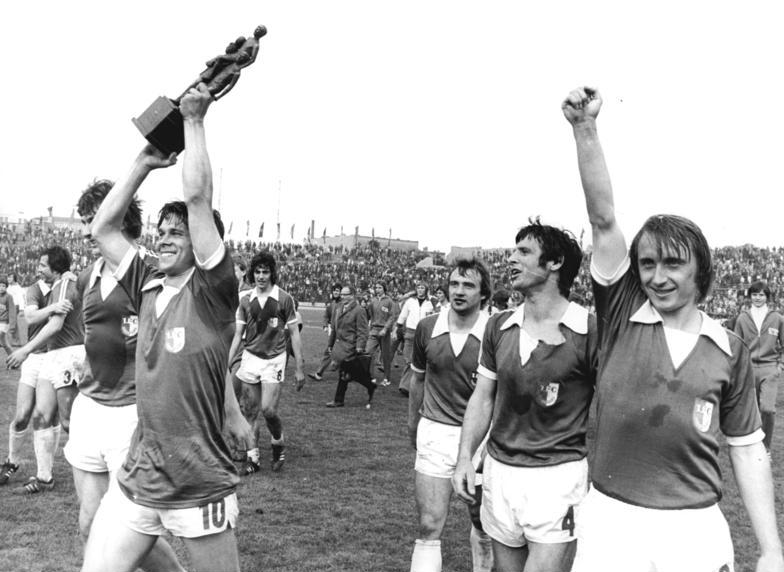
1. FC Magdeburg, DDR-Pokalsieger 1978

- Berlin/Deutschland: Im Finale des Fußballvereinspokals der DDR der Männer besiegt der 1. FC Magdeburg die SG Dynamo Dresden mit 1:0.[19]
- Hamburg/Deutschland: Der 1. FC Köln hat mit zehn Toren Vorsprung auf Borussia Mönchengladbach vor dem letzten Spieltag der Fußballmeisterschaft beste Aussichten auf den Titel und siegt 5:0 beim FC St. Pauli, während Mönchengladbach gegen Borussia Dortmund mit 12:0 gewinnt. Die Spieler von Borussia Dortmund werden daraufhin als „Betrüger“ beschimpft und Köln ist Deutscher Meister 1978.[20]